# Hansjörg Baltes
Hansjörg (Jacky) Baltes (* 11. August 1964 in München) ist ein ehemaliger deutscher Eisschnellläufer, der für den Münchener EV startete.

## Sport
Baltes stellte mit einer erreichten Zeit von 1:56,76 Minuten am 15. November 1987 in Inzell einen deutschen Rekord (Bundesrepublik Deutschland) über 1500 Meter auf. 1985, 1987 und 1988 gewann er den deutschen Meistertitel im Vierkampf. Zudem nahm er 1984 und 1988 an den Olympischen Winterspielen teil.

## Akademische Karriere
Hansjörg (Jacky) Baltes wirkt gegenwärtig als Professor für Informatik an der University of Manitoba in Winnipeg, Kanada. Seine Forschungsthemen sind Robotik, AI und Machine Learning.